# Waldbaum's Hamlet Cup 1998 - Qualificazioni doppio
Le qualificazioni del doppio  del Waldbaum's Hamlet Cup 1998 sono state un torneo di tennis preliminare per accedere alla fase finale della manifestazione. I vincitori dell'ultimo turno sono entrati di diritto nel tabellone principale. In caso di ritiro di uno o più giocatori aventi diritto a questi sono subentrati i lucky loser, ossia i giocatori che hanno perso nell'ultimo turno ma che avevano una classifica più alta rispetto agli altri partecipanti che avevano comunque perso nel turno finale.
Le qualificazioni del doppio del torneo Waldbaum's Hamlet Cup 1998 prevedevano 4 coppie partecipanti di cui una è entrata nel tabellone principale.

## Teste di serie
1. Grant Silcock /  Myles Wakefield (Qualificati)

1. Sláva Doseděl /  Dominik Hrbatý (ultimo turno)

## Qualificati
1. Grant Silcock  /   Myles Wakefield

## Tabellone

### Legenda
| - Q = Qualificato - WC = Wild card - LL = Lucky loser | - ALT = Alternate - SE = Special Exempt - PR = Protected Ranking | - w/o = Walkover - r = Ritirato - d = Squalificato |

|  | Primo turno | Primo turno                   | Primo turno                   | Primo turno | Primo turno |  |  | Ultimo turno | Ultimo turno                  | Ultimo turno | Ultimo turno | Ultimo turno |  |
|  |             |                               |                               |             |             |  |  |              |                               |              |              |              |  |
|  | 1           | Grant Silcock Myles Wakefield | Grant Silcock Myles Wakefield | 6           | 6           |  |  |              |                               |              |              |              |  |
|  |             | Mitsuru Takada Chris Tontz    | Mitsuru Takada Chris Tontz    | 3           | 2           |  |  | 1            | Grant Silcock Myles Wakefield | 7            | 5            | 6            |  |
|  | 2           | Sláva Doseděl Dominik Hrbatý  | Sláva Doseděl Dominik Hrbatý  | 6           | 6           |  |  | 2            | Sláva Doseděl Dominik Hrbatý  | 6            | 7            | 2            |  |
|  |             | Keith Kamborium John Schmitt  | Keith Kamborium John Schmitt  | 0           | 2           |  |  |              |                               |              |              |              |  |